# Timex / Sinclair 2068
Timex / Sinclair 2068 (2068) је кућни рачунар, производ фирме Timex / Sinclair који је почео да се израђује у Сједињеним Америчким Државама током 1983. године.
Користио је Z80A као централни микропроцесор а RAM меморија рачунара 2068 је имала капацитет од 48 KB. 

## Детаљни подаци
Детаљнији подаци о рачунару 2068 су дати у табели испод.
|                       |                                                       |
| [ 1 ]                 |                                                       |
| Произвођач            |                                                       |
| Тип                   | кућни рачунар                                         |
| Меморија              | 48 KB                                                 |
| Поријекло             | Сједињене Америчке Државе                             |
| Година                | 1983                                                  |
| Тастатура             | Chicklet тастатура                                    |
| Процесор              |                                                       |
| Фреквенција процесора | 3,58                                                  |
| RAM                   | 48 KB                                                 |
| ROM                   | 24 (16 + 8 Exrom)                                     |
| Текст                 | 32 x 24                                               |
| Графика               | 256 x 192 (са 32x24 или 32x192 атрибутима), 512 x 192 |
| Боја                  | 16                                                    |
| Звук                  | AY-3-8912 чип (исто као 128K Spectrum)                |
| Димензије             | 34 (ширина) x 25 (дубина) x 4 (висина) .              |
| Портови               |                                                       |
| Оперативни систем     |                                                       |